# Guadalupe González (modelo)
María Guadalupe González Talavera (n. Lambaré, Paraguay, 29 de febrero de 1992) es una modelo y reina de belleza paraguaya quien ganó el título de Miss Universo Paraguay 2013, y representó a su país en el Miss Universo 2013.

## Familia
Los padres de Guadalupe son Clara de González, y Antonio González, también tiene un hermano menor Andrés González.
Se casó el 12 de junio de 2017 con el jugador de fútbol paraguayo y argentino de nacimiento: Juan Iturbe, en una fiesta en el Salón Joâo Havelange del Centro de Convenciones de la Conmebol, hasta julio de ése año residieron en Italia y tuvieron una hija llamada Olivia, el futbolista juega en Pumas de la UNAM de la Ciudad de México donde actualmente residen. Se declara defensora de los animales.

## Reina de belleza

### Miss Universo Paraguay 2011
González había quedado entre las señoritas a competir por la corona del Miss Universo paraguay en el año 2011, pero decidió retirarse antes de la noche final, por motivos personales.

### Nuestra Belleza Paraguay 2013
En el 2013, Guadalupe decide aplicar al casting de preselección para el concurso nacional Nuestra Belleza Paraguay de ese año quedando entre las 19 candidatas oficiales de este certamen.
El 27 de junio del corriente año, después de un mes de preparación de las chicas, se lleva a cabo la gala final de este evento con la elección de varias reinas que representarían al Paraguay en concursos internacionales (Miss Universo, Miss Mundo y Miss Internacional, Miss Tierra, Miss Continentes Unidos, entre otros), donde Guadalupe quedó como Miss Universo Paraguay 2013.

### Miss Universo 2013
Tras haber ganado el título de Miss Universo Paraguay, Guadalupe viajó a la ciudad de Moscú, Rusia, donde se llevó a cabo la final del Miss Universo 2013 pero no quedó entre las semifinalistas.
| Predecesor: Egni Eckert | Miss Universo Paraguay 2013 | Sucesor: Sally Jara |